# Bruno Fuligni
Bruno Fuligni, né le 21 mai 1968 à Strasbourg (Bas-Rhin), est un essayiste et haut fonctionnaire français.

## Biographie

### Jeunesse et études
Bruno Fuligni est diplômé de l'Institut d'études politiques de Paris. Étudiant au sein de la section Service public, il est membre de la promotion 1991.

### Parcours professionnel
Après avoir participé à la rédaction du compte rendu analytique des séances de l'Assemblée nationale (1996-2005), il a dirigé la Mission éditoriale de l'Assemblée nationale (2005-2012).
Régent du Collège de 'Pataphysique, il est amateur d’histoire et d'utopies.
Il est aussi l'auteur de deux pièces de théâtre : La Valise de Jaurès, interprétée par Jean-Claude Drouot, Serge Le Lay et Maxence Mailfort ; Quelle République voulons-nous ? interprétée par Jean-Claude Drouot, Pierre Santini et Florence Roche.
Depuis 2014, il dirige la revue Folle Histoire aux Éditions Prisma. Il dirige aussi la collection « Archives du crime » aux éditions de l'Iconoclaste.
En 2022, il est nommé « conseiller chargé des discours, de l’histoire, de la mémoire et du patrimoine » auprès de la présidente de l'Assemblée nationale, Yaël Braun-Pivet.

## Ouvrages
- L’État c'est moi, Les Éditions de Paris, 1997
- Les Constituants de l’Eldorado : la République de Counani, Plein Chant, 1997
- Le Feu follet de la République : Philibert Besson, député visionnaire et martyr, Guénégaud, 1999
- La Chambre ardente. Utopistes et aventuriers du palais Bourbon, Les Éditions de Paris, 2001
- Victor Hugo président ! Les Éditions de Paris, 2002
- L’Île à éclipses : Histoire des apparitions et disparitions d'une terre française en Méditerranée, Les Éditions de Paris, 2003

- Jules Verne en verve, Éditions Horay, 2005
- Les Quinze Mille. Députés d'hier et d'aujourd'hui, préface de Jean-Louis Debré, Éditions Horay, 2006
- La Police des écrivains, Éditions Horay, 2006
- Votez fou ! Éditions Horay, 2007
- Dans les secrets de la police : Quatre siècles d'Histoire, de crimes et de faits divers dans les archives de la Préfecture de police, L'Iconoclaste, 2008
- La Parlotte de Marianne. L’Argot des politiques, Éditions Horay, 2009  (ISBN 978-2-7058-0467-1)
- L’Assemblée littéraire, petite anthologie des députés poètes, Ginkgo éditeur, 2010
- Dans les archives inédites des services secrets. Un siècle d’histoire et d’espionnage français (1870-1989), L'Iconoclaste, 2011
- La France rouge. Un siècle d’histoire dans les archives du PCF, Les Arènes, 2011
- Petit dictionnaire des injures politiques, L'Éditeur, 2011
- Les Frasques de la Belle Époque : les plus belles unes du Petit Journal, Albin Michel, 2012
- Le Livre des espions, L'Iconoclaste, 2012
- Secrets d'État. Les grands dossiers du ministère de l'Intérieur (1870-1945), L'Iconoclaste, 2014
- Le Monde selon Jaurès, Tallandier, 2014
- Tour du monde des terres françaises oubliées, Les Éditions du Trésor, 2014  (ISBN 979-1091534109)
- Raccourcis. Dernières paroles stupéfiantes et véridiques avant la guillotine, Les Éditions Prisma, 2015
- Les Gastronomes de l'extrême, Les Éditions du Trésor, 2015  (ISBN 979-10-91534-16-1)
- Dieu au Parlement, Omnibus, 2015
- Le Musée secret de la police, Gründ, 2015
- Justiciers, Sonatine, 2015  (ISBN 978-23-55843-66-2)
- Royaumes d'aventure. Ils ont fondé leur propre État, Les Arènes, 2016
- Paris 1880-1910, Les Arènes, 2016
- L'Art de retourner sa veste. De l'inconstance en politique, La Librairie Vuibert, 2016
- Souvenirs de police. La France des faits divers et du crime vue par des policiers (1800-1939), coll. "Bouquins", Robert Laffont, 2016
- Histoire amusée des promesses électorales. 1848-2017, Tallandier, 2017
- L’Évêque Cauchon et autres noms ridicules de l'histoire, Les Arènes, 2017
- Mata Hari. Les vies insolentes de l'agent H 21, Gallimard, 2017
- Atlas des zones extraterrestres, Arthaud, 2017
- participation à l'ouvrage dirigé par Xavier Delacroix, L'Autre siècle, Fayard, 2018
- Mai 1968 : l’envers du décor, Grund, 2018
- avec Bruno Léandri, Les guerres stupides de l'histoire, Les Arènes, 2019
- L'Incendie du Bazar de la Charité, Archipel, 2019 (lire en ligne)
- Mes dossiers secrets, Flammarion, 2019.
- Gourmands mémorables, Editions Prisma, 2019
- Landru : L'élégance assassine, Éditions du Rocher, 2020  (ISBN 978-2268104133).
- La Fille de Napoléon, Les Arènes, 2021.
- Croque-monsieur et croque-mitaine, Editions Lunarca, 2021.
- L'argot des manchots : Petit lexique en usage dans les Terres australes et antarctiques françaises, Hémisphères/Maisonneuve et Larose, 2022  (ISBN 978-2377011254).
- Marie-Justine Pesnel, Les Confessions de Madame Cent-Kilos, JC Lattès, 2023. Texte établi et présenté par Bruno Fuligni[3].
- Le fabuleux héritage du roi de Madagascar, Les Éditions du Trésor, 2025.
- Les politiciens les plus cons de l'Histoire, dans la collection Les plus cons de l'Histoire, First Editions, 2025.

Il a aussi publié et présenté des manuscrits inédits, comme celui d'Adolphe Gronfier, commissaire à Paris au XIXe siècle (Dictionnaire de la racaille, éditions Horay, 2010), le récit de captivité du communard Alexis Trinquet (Dans l'enfer du bagne. Mémoires d'un transporté de la Commune, éd. des Arènes, 2013) ou l'autobiographie de l'officier de marine Georges Péan publiée sous le titre Un libertin chez les Esquimaux, Éditions du Trésor, 2016  (ISBN 979-10-91534-21-5). Il a également présenté et annoté l'édition intégrale du Journal des assassins aux éditions Place des Victoires.

## Filmographie
- Coauteur d’une série de documentaires sur les députés d’autrefois, Les Aventuriers de la République (série en six épisodes réalisée par Jean-Luc Robert et Jean-Michel Gerber), il a écrit les monologues de Pierre Arditi, Michael Lonsdale, Jean Rochefort, Pierre Richard, Claude Piéplu et Daniel Kamwa.
- Il est l'auteur de deux téléfilms :
  - La Séparation (réalisé par François Hanss), avec Pierre Arditi, Claude Rich, Jean-Claude Drouot, Pierre Santini, Michael Lonsdale et Jacques Gallo ;
  - La Française doit voter (réalisé par Fabrice Cazeneuve) avec Thierry Frémont, Jean-François Balmer et la voix d'Isabelle Carré

## Télévision
En tant que consultant, il participe ponctuellement à l'émission Secrets d'histoire, présentée par Stéphane Bern. Il a notamment collaboré aux numéros suivants :
- George Sand, libre et passionnée (2016)[4]
- Louis-Philippe et Marie-Amélie, notre dernier couple royal (2018)[5]

## Décorations
- 2015 :  Chevalier de l'ordre des Arts et des Lettres[6]
- 2022 :  Officier de l'ordre des Arts et des Lettres[7]